# 의당전의로
의당전의로(Uidangjeonui-ro)는 충청남도 공주시 의당면 청룡삼거리 와 세종특별자치시 전의면 동교3교차로를 잇는 도로이다.

## 주요 경유지
충청남도
- 공주시 (의당면)

세종특별자치시
- 전의면 . 장군면

## 노선 경로
| 이름            | 접속 노선                     | 경유지         | 경유지 | 비고                                                                   |
| --------------- | ----------------------------- | -------------- | ------ | ---------------------------------------------------------------------- |
| 청룡삼거리      | 의당로                        | 공주시         | 의당면 | 공주시도 제37호선 구간                                                 |
| 와룡 교차로     | 연수원길 돌모루2길            | 공주시         | 의당면 | 공주시도 제37호선 구간                                                 |
| 청룡 교차로     | 국도 제23호선 (차령로)        | 공주시         | 의당면 | 공주시도 제37호선 구간                                                 |
| 중고개          |                               | 공주시         | 의당면 | 공주시도 제37호선 구간                                                 |
| 송학삼거리      |                               | 세종특별자치시 | 장군면 | 지방도 제691호선,공주시도 제37호선 구간,세종특별자치시도 제19호선 구간 |
| 중흥교          |                               | 공주시         | 의당면 | 지방도 제691호선,공주시도 제37호선 구간,세종특별자치시도 제19호선 구간 |
| 상주고개        |                               | 공주시         | 의당면 | 지방도 제691호선,공주시도 제37호선 구간,세종특별자치시도 제19호선 구간 |
| (이름없음)      | 지방도 제604호선 (도신고북로) | 공주시         | 의당면 | 지방도 제604호선,지방도 제691호선,공주시도 제37호선 구간               |
| 덕학삼거리      | 의당로                        | 공주시         | 의당면 | 지방도 제604호선,지방도 제691호선,공주시도 제37호선 구간               |
| 덕학 교차로     | 국도 제43호선 (정안세종로)    | 공주시         | 의당면 | 지방도 제691호선,공주시도 제37호선 구간                                |
| 금사삼거리      | 비암로                        | 세종특별자치시 | 전의면 | 세종특별자치시도 제25호선의 일부                                       |
| 양곡교          |                               | 세종특별자치시 | 전의면 | 세종특별자치시도 제25호선의 일부                                       |
| 금사교          |                               | 세종특별자치시 | 전의면 | 세종특별자치시도 제25호선의 일부                                       |
| 운전교          |                               | 세종특별자치시 | 전의면 | 세종특별자치시도 제25호선의 일부                                       |
| 명당교          |                               | 세종특별자치시 | 전의면 | 세종특별자치시도 제25호선의 일부                                       |
| 전의 교차로     | 국도 제1호선 (세종로)         | 세종특별자치시 | 전의면 | 세종특별자치시도 제25호선의 일부                                       |
| 원성교          |                               | 세종특별자치시 | 전의면 | 세종특별자치시도 제25호선의 일부                                       |
| 원성교삼거리    | 덕고개길                      | 세종특별자치시 | 전의면 | 세종특별자치시도 제25호선의 일부                                       |
| 읍내교          |                               | 세종특별자치시 | 전의면 | 세종특별자치시도 제25호선의 일부                                       |
| 동교3 교차로    | 왕의물길 안모산길             | 세종특별자치시 | 전의면 | 세종특별자치시도 제25호선의 일부                                       |
| 김처선로과 직결 |                               |                |        |                                                                        |

## 주요건물및 시설
- 농협 의당농협 본점 (의당전의로 5/청룡리 664-8)
- 의당면 행정복지센터 (의당전의로 13/청룡리 661-1)
- S-OIL 유계주유소 (의당전의로 467/유계리 19-3)
- HD현대오일뱅크 송학주유소 (의당전의로 677/송학리 66-1)
- HD현대오일뱅크 영당주유소 (의당전의로 718/영당리 58-1)